# Восточно-Сибирский областной исполком Советов
Восточносибирский областной исполнительный комитет Советов рабочих, солдатских и крестьянских депутатов (Восточносибирский областной исполком Советов, Облаком, Востсибоблком) — исполнительный орган, работавший между съездами Советов Восточной Сибири, был создан на III съезде Советов Восточной Сибири в феврале 1918 года заменив Окружное бюро Советов Восточной Сибири, прекратило свою работу 23 апреля 1918 года передав всю власть Иркутскому губисполкому Советов.

## История
Восточносибирский областной исполнительный комитет Советов рабочих, солдатских и крестьянских депутатов был избран на III съезде Советов Восточной Сибири в феврале 1918 года заменив Окружное бюро Советов Восточной Сибири. В его состав вошли большевики: Я. Д. Янсон, М. А. Трилиссер, В. В. Рябиков, П. П. Постышев и другие, левые эсеры во главе с С. Г. Лазо.

### Оргсобрание 19 февраля
Первое организационное заседание облакома состоялось 19 февраля 1918 года в 2 часа дня в Иркутске. На нем присутствовали: Янсон, Трилиссер, Краукле, Малозовский, Тананайко, Рябиков, Стремберг и кандидаты Манторов и Кошкин. На заседании был избран председатель комитета — Я. Д. Янсон, место товарища председателя было предоставлено левым эсерам, секретарем стал М. А. Трилиссер, казначеем В. В. Рябиков.
При облакоме был создан единый отдел народного хозяйства в составе 4 отделов (труда и промышленности; торгово-продовольственный; транспорт и сообщение; финансовый), в дополнение к нему были созданы отделы: народного образования, государственного предприятия (в его составе создан отдел квартирный), судебный, военный (то есть комиссариат из трех лиц), а также губернский комиссариат (в его состав вошел крестьянский отдел) и ревизионно-контрольная комиссия (она должна была взять под учет контрольную палату). Члены комитета были распределены по отделам, был определен состав контрольно-ревизионной комиссии и военного отдела.

### Дальнейшая деятельность
19 февраля 1918 года председатель облакома Янсон направил телеграмму наркому финансов Менжинскому с просьбой выслать минимум 50 млн рублей.
21 февраля облаком передал всю военную власть в Иркутске и его окрестностях Военно-революционному штабу.
28 февраля вышел первый номер газеты «Сибирская рабоче-крестьянская газета» — органа облакома, которая выходила ежедневно, кроме праздничных дней.
8 марта было направлено телеграфное распоряжение в адрес Якутского облсовета с требованием сдать власть общественным рабочим организациям, затем облаком посылал и другие телеграммы в адрес ЦИК Приискового района в Бодайбо и Совдепа Киренска с просьбой подготовить отряды для подавления контрреволюционного выступления в Якутии.
23 марта облаком направил предписание совдепу Николаевского завода с сообщением о том. что он ведет переговоры с ВСНХ о национализации завода и просит сохранять безостановочную работу завода.
26 марта вышло обращение областного исполкома Советов о борьбе с самогонщиками и о сдаче излишков хлеба.
29 марта председатель облакома Янсон отправил телеграмму о партийной принадлежности членов облакома, из нее следовало, что в состав областного исполкома Советов входят большевики Янсон, Трилиссер, Славин, Гаврилов, Рябиков, Стремберг, Малозовский, Манторов, Постышев, Ильинский и Лопатин, а также левые эсеры: Лазо, Тананайко и Петров.
16 апреля вышло постановление о снабжении Ленско-Витимского округа предметами продовольствия

### Завершение деятельности
23 апреля 1918 года вышло постановление о передаче власти губисполкому. В нем говорилось о том, что создание областного объединения было вызвано необходимостью укрепления Советской власти и отсутствием губернских советских организаций, а согласно постановлению II Всесибирского съезда Советов с организацией губернских Советов областные советские объединения должны быть распущены. Поэтому облаком постановил: всю власть в губернии передать Губисполкому Советов; все дела, кредиты, инвентарь и служащие канцелярии переходят в распоряжение губсовета.
В тот же день состоялось оргзаседание Иркутского губисполкома, в состав которого вошли многие члены облакома.